# Berengar von Bayeux
Berengar war Herr (oder Graf) von Bayeux Ende des 9. Jahrhunderts und vermutlich auch zu Beginn des 10. Jahrhunderts.
Er heiratete eine Tochter Gurvants, Graf von Rennes († 877). Im Jahre 888 wurde sein Schwager Judicael, nun Nachfolger seines Vaters, beim Versuch, die Oberhoheit in der Bretagne zu erringen, in der Schlacht von Questenberg von Alain dem Großen, Graf von Vannes, geschlagen und im Kampf getötet.
Neuer Graf in Rennes wurde nun offenbar Berengars junger Sohn Judicael Berengar, mit seinem Vater als Vormund und Regent. Berengar anerkannte die Oberhoheit Alains, der sich dann auch zum Herzog von Bretagne ernannte, und erhielt im Gegenzug eine friedliche Regentschaftszeit in Rennes.
Der Normannen-Chronist Dudo von Saint-Quentin und auf ihn aufbauend seine Nachfolger (Wilhelm von Jumièges († nach 1070) und Ordericus Vitalis († 1142) und Robert von Torigni († 1186)) berichten, der Normannen-Jarl Rollo habe Bayeux erobert, Berengar getötet und dessen Tochter Poppa geraubt und zu seiner Frau gemacht (zu den Details siehe den Artikel zu Poppa). Ordericus Vitalis datiert das Ereignis auf das Jahr 886. Dieser Darstellung stehen Quellen gegenüber, in denen Poppas Herkunft völlig anders geschildert wird, so dass in der Forschung die Verbindung Poppas zu Berengar umstritten und zum Teil sogar als Fantasiegebilde abgelehnt wird.
Die Bedeutung Berengars liegt zum einen darin, dass er durch seinen Sohn der Stammvater des Hauses Rennes der Herzöge von Bretagne ist; vor allem aber gehört er – sofern Dudos Darstellung historisch ist – durch die Entführung seiner Tochter zu den Stammvätern der Rolloniden, der Familie der Herzöge der Normandie und damit zu den Stammvätern der Könige von England.